# سرمایه‌داری
سرمایه‌داری یا کاپیتالیسم (به انگلیسی: Capitalism) یا سرمایه‌محوری، یک نظام اقتصادی است که در آن پایه‌های یک سیستم اقتصادی بر روی مالکیت خصوصی ابزارهای تولیدِ اقتصادی است و در دست مالکان خصوصی است و از این
برای ایجاد بهره‌مندی اقتصادی (سود) در بازارهایی رقابتی استفاده
می‌شود؛ که به این قانون، آزادی مالکیت شخصی نیز گفته می‌شود؛ که معنای آن، تولید و توزیع کالاها است.
مقابل سیستم اقتصادی سرمایه‌داری، نظام اقتصادی کمونیستی وجود دارد که در آن برخلاف کاپیتالیسم، مالکیت خصوصی بر زمین منابع و ابزار تولید وجود ندارد.
از ویژگیهای اصلی سرمایه‌داری می‌توان به انباشت سرمایه، بازارهای رقابتی، سیستم قیمت، مالکیت خصوصی و به رسمیت شناختن حقوق مالکیت، مبادله داوطلبانه و کار مزدی اشاره کرد. در اقتصاد بازار سرمایه‌داری، تصمیم‌گیری و سرمایه‌گذاری توسط هر صاحب ثروت، دارایی یا توانایی تولید در بازارهای سرمایه و مالی تعیین می‌شود در حالی که قیمت‌ها و توزیع کالاها و خدمات عمدتاً توسط رقابت در بازارهای کالاها و خدمات تعیین میگردد.
معنای لغوی کپیتال همان سرمایه است و سرمایه شامل: زمین‌ها، کارخانه‌ها و… می‌باشد.
درآمد در این قانون حداقل دو شکل دارد: سود و دست‌مزد.
سود عبارت است از آنچه که به‌خاطر مالکیت ابزار تولید به کسانی که سرمایه را فراهم کرده‌اند، داده می‌شود.
در این قانون زمین، نیروی انسانی و سرمایه در اختیار گروهی از افراد جامعه است که سایر افراد جامعه با استفادهٔ مشروط از آنها، به تولید مادی و تولید معنوی می‌پردازند.
آدام اسمیت در سال ۱۷۷۶با کتاب (ثروت ملل خود) مکتب کلاسیک را پایه‌گذاری نمود و وی نسبت به آینده سرمایه‌داری بسیار خوشبین بود وی معتقد بود با آزادی اقتصادی به افراد جامعه منافع عمومی مردم در بازار تأمین می‌شود.
همچنین در این قانون متداول است که اجاره را به صورت درآمد حاصل از در کنترل داشتن منابع طبیعی به حساب بیاورند که با دو مورد دیگر متفاوت است.
در قانون سرمایه‌داری، سرمایه‌گذاری، تولید، توزیع، درآمد، قیمت‌گذاری و عرضهٔ مواد و خدمات توسط تصمیم‌گیری‌هایِ شخصی در یک اقتصاد بازار تعیین می‌شود. مشخصهٔ بارز قانون سرمایه‌داری این است که تولید کالا در درجهٔ اول از برای کسب سود اقتصادی انجام می‌گیرد و نه لزوماً رفع نیازهای انسان‌ها. البته در مواردی نیز، کسب سود با رفع نیازهای انسانی همراه است.
در کلی‌ترین حالت، نظام سرمایه‌داری را می‌توان به دو دستهٔ نظام سرمایه‌داری دولتی (همچون اتحاد جماهیر شوروی پس از ۱۹۲۷ یا چین کنونی) و نظام سرمایه‌داری غیر متمرکز و غیردولتی همچون ایالات متحدهٔ آمریکا تقسیم نمود.
اقتصاددانان، مورخان، اقتصاددانان سیاسی و جامعه شناسان در تحلیل‌های خود از سرمایه‌داری دیدگاه‌های مختلفی اتخاذ کرده و اشکال مختلف آن را در عمل تشخیص داده‌اند. اینها شامل سرمایه‌داری laissez-faire(رهایش کن) یا بازار آزاد، سرمایه‌داری دولتی و سرمایه‌داری رفاهی است. اشکال مختلف سرمایه‌داری دارای درجات مختلف بازارهای آزاد، مالکیت عمومی، موانع رقابت آزاد و سیاست‌های اجتماعی تحریم شده توسط دولت است. میزان رقابت در بازارها و نقش مداخله و تنظیم و همچنین دامنه مالکیت دولت در مدل‌های مختلف سرمایه‌داری متفاوت است. میزان آزاد بودن بازارهای مختلف و قوانین تعریف مالکیت خصوصی از موضوعات سیاست و سیاست است. اکثر اقتصادهای موجود سرمایه‌داری اقتصادی مختلط هستند که عناصر بازارهای آزاد را با مداخله دولت و در برخی موارد برنامه‌ریزی اقتصادی ترکیب می‌کنند.
اقتصاد بازار تحت اشکال مختلف دولت و در زمانها، مکانها و فرهنگهای مختلف وجود داشته‌است. جوامع مدرن سرمایه‌داری - مشخص شده توسط جهانی شدن روابط اجتماعی مبتنی بر پول، طبقه ای مداوم بزرگ و گسترده در سیستم که باید با دستمزد کار کنند (پرولتاریا) و یک طبقه سرمایه‌دار صاحب ابزار تولید - در اروپای غربی در روندی که منجر به انقلاب صنعتی شد. سیستم‌های سرمایه‌داری با درجات مختلف مداخله مستقیم دولت از آن زمان در دنیای غرب مسلط شده و همچنان گسترش می‌یابد. نشان داده شده‌است که سرمایه‌داری به شدت با رشد اقتصادی ارتباط دارد.
منتقدان سرمایه‌داری استدلال می‌کنند که این قدرت را در دست یک طبقه سرمایه‌دار اقلیت متمرکز می‌کند که از طریق استثمار طبقه کارگر اکثریت و کار آنها وجود دارد، اولویت سود را بر کالای اجتماعی، منابع طبیعی و محیط زیست، موتور نابرابری، فساد و بی‌ثباتی‌های اقتصادی، و بسیاری از آنها قادر به دسترسی به منافع و آزادی‌های ادعایی مانند سرمایه‌گذاری آزاد نیستند. حامیان استدلال می‌کنند که این محصولات از طریق رقابت محصولات بهتر و نوآوری را فراهم می‌کند، باعث ایجاد تکثر و تمرکز زدایی در قدرت می‌شود، ثروت را در بین افرادی که قادر به سرمایه‌گذاری در شرکت‌های مفید براساس تقاضای بازار هستند، پخش می‌کند، امکان ایجاد یک سیستم تشویقی انعطاف‌پذیر را فراهم می‌کند که در آن کارایی و پایداری از اولویت‌های محافظت از آن است. سرمایه، رشد اقتصادی قوی ایجاد می‌کند و بهره‌وری و شکوفایی به بار می‌آورد که به نفع جامعه است.
پشتیبانان سرمایه‌داری معتقد هستند بازار آزاد باعث پیشرفت اقتصاد و در نهایت پیشرفت زندگی انسان خواهد بود، همان‌طور که در اکثر کشورهای بر پایه کاپیتالیسم این اتفاق رخ داده و آن‌ها اقتصاد بسیار موفق، رفاه، آزادی و پیشرفت‌های بسیار بزرگی را تجربه کرده‌اند.

## ریشه‌شناسی
اصطلاح "سرمایه دار" به معنای صاحب سرمایه، زودتر از اصطلاح "سرمایه داری" ظاهر شده است و مربوط به اواسط قرن هفدهم است. "سرمایه داری" از سرمایه گرفته شده است، که از capitale، یک کلمه لاتین متأخر مبتنی بر caput، به معنای "سر" - که همچنین منشأ "chattel" و "گاو" به معنای اموال منقول است (فقط بسیار بعد از آن) گرفته شده است. سرمایه در قرن ۱۲ تا ۱۳ ظهور کرد تا به وجوه، موجودی کالا، مبلغ پول یا پول حامل بهره اشاره کند. و اغلب با کلمات دیگری مبادله می‌شد - ثروت، پول، سرمایه، کالا، دارایی، دارایی و غیره. Hollantse (به آلمانی: holländische) مرکوریوس در سال‌های ۱۶۳۳ و ۱۶۵۴ از "سرمایه داران" برای اشاره به صاحبان سرمایه استفاده می‌کند. توسط آرتور یانگ در اثر خود سفر در فرانسه (۱۷۹۲). دیوید ریکاردو در کتاب اصول اقتصاد سیاسی و مالیات (۱۸۱۷) بارها به «سرمایه‌دار» اشاره کرده است. شاعر انگلیسی ساموئل تیلور کولریج در اثر خود به نام Table Talk (1823) از "سرمایه دار" استفاده کرد. پیر ژوزف پرودون در اولین اثر خود از این اصطلاح استفاده کرد، دارایی چیست؟ (۱۸۴۰) اشاره به صاحبان سرمایه. بنجامین دیزرائیلی از این اصطلاح در سال ۱۸۴۵ اثر خود سیبیل استفاده کرد. استفاده اولیه از اصطلاح "سرمایه داری" به معنای امروزی آن به لوئی بلان در سال ۱۸۵۰ ("آنچه من "سرمایه‌داری" می‌نامم، یعنی تصاحب سرمایه توسط برخی به استثنای دیگران") و پیر جوزف پرودون نسبت داده می‌شود. در ۱۸۶۱ («رژیم اقتصادی و اجتماعی که در آن سرمایه، منبع درآمد، عموماً متعلق به کسانی نیست که آن را از طریق کار خود به کار می‌اندازند»). "شیوه تولید سرمایه داری" در Das Kapital (1867). مارکس از شکل سرمایه‌داری استفاده نکرد، بلکه در عوض از سرمایه، شیوه تولید سرمایه‌داری و سرمایه‌داری استفاده کرد که اغلب ظاهر می‌شوند. روبرت هسن، اقتصاددان و مورخ، به دلیل ابداع کلمه توسط منتقدان سوسیالیست سرمایه‌داری، اظهار داشت که اصطلاح «سرمایه‌داری» خود اصطلاحی تحقیرآمیز و نامی نادرست برای فردگرایی اقتصادی است. برنارد هارکورت با این جمله موافق است که این اصطلاح یک نام اشتباه است، و اضافه می‌کند که به‌طور گمراه کننده ای نشان می‌دهد که چیزی به نام "سرمایه" وجود دارد که ذاتاً به روش‌های خاصی عمل می‌کند و توسط قوانین اقتصادی پایدار خودش اداره می‌شود. در زبان انگلیسی، اصطلاح "سرمایه داری" برای اولین بار، طبق فرهنگ لغت انگلیسی آکسفورد، در سال ۱۸۵۴، در رمان The Newcomes اثر رمان‌نویس ویلیام میکپیس تاکری، جایی که این کلمه به معنای "داشتن مالکیت سرمایه" بود، ظاهر شد. همچنین طبق گزارش OED، کارل آدولف دوآی، سوسیالیست آلمانی آمریکایی و طرفدار الغا، در سال ۱۸۶۳ از اصطلاح "سرمایه داری خصوصی" استفاده کرد.

## تاریخچه
این مفهوم در عام‌ترین معنایش تنها از آغاز سدهٔ بیستم وجود دارد. تاریخ آن را می‌توان تقریباً سال ۱۹۰۲ دانست زمانی که ورنر زمبارت کتاب معروف خود «سرمایه‌داری مدرن» را منتشر کرد. برعکس این واژه را مارکس عملاً بکار نبرده‌است. اقتصاد سرمایه‌داری عملاً بین قرون ۱۶ و ۱۹ میلادی در انگلیس به تدریج رسمی شد. با وجود اینکه برخی ویژگی‌های این قانون در دوران خیلی گذشته نیز دیده می‌شود، شکل‌های ابتدایی سرمایه‌داری تجاری (merchant capitalism) در اواخر قرون وسطی شکوفا شد.
سرمایه‌داری از پایان دورهٔ فئودالیسم در دنیای غرب نظام غالب بوده‌است. به تدریج این قانون از انگلیس به سراسر اروپا گسترش یافته مرزهای سیاسی و فرهنگی را درنوردید. در قرون ۱۹ و ۲۰ میلادی سرمایه‌داری ابزار غالب، ولی نه انحصاری، صنعتی شدن را در دنیا فراهم آورده‌است.
ثروت اروپای غربی به سرعت فزونی یافت: طلا و نقره از آمریکای جنوبی گرفته شد تا بانک‌ها را تغذیه کنند، و بردگان مورد نیاز بودند تا برای کارگاه‌های اروپای غربی کالاهای مصرفی و مواد خام تولید کنند. تجارت جهانی را تصرف مستعمره‌های جدید، توسعهٔ مستعمره‌های کهن، و گسترش برده‌داری و دزدی و راهزنی آشکارا به پیش راند. این‌ها ویژگی‌های برجسته بازارهایی است که بیش از دو سده تکامل یافت، یکی از ویژگی‌های اصلی این مرحلهٔ تجاری سرمایه‌داری این است که این مرحله نه فقط بازارها را تأمین می‌کند بلکه همچنین ثروتی را فراهم می‌آورد که انقلابی صنعتی را تغذیه می‌کند که در میانهٔ سدهٔ ۱۷۰۰ آغاز می‌شود.
کوزیمو د مدیچی، که توانست یک امپراتوری مالی بین‌المللی بسازد و یکی از اولین بانکداران مدیچی بود. سرمایه‌داری در شکل مدرن خود را می‌توان در ظهور سرمایه‌داری ارضی و مرکانتیلیسم در اوایل رنسانس، در دولت-شهرهایی مانند فلورانس جستجو کرد. سرمایه در ابتدا در مقیاس کوچک برای قرن‌ها وجود داشته‌است در قالب فعالیت‌های بازرگانی، اجاره ای و وام دهی و گاه به عنوان صنعت در مقیاس کوچک با مقداری کار مزدی. بورس کالای ساده و در نتیجه تولید کالایی ساده که مبنای اولیه رشد سرمایه از تجارت است، سابقه بسیار طولانی دارد. در دوران طلایی اسلامی، اعراب سیاست‌های اقتصادی سرمایه‌داری مانند تجارت آزاد و بانکداری را به اجرا گذاشتند. استفاده آنها از اعداد هندی و عربی، حسابداری را تسهیل می‌کرد. این نوآوری‌ها از طریق شرکای تجاری در شهرهایی مانند ونیز و پیزا به اروپا مهاجرت کردند. ریاضی دانان ایتالیایی با تاجران عرب به مدیترانه سفر کردند و بازگشتند تا استفاده از اعداد هندی و عربی را در اروپا رایج کنند.

### کشاورزی
بنیان‌های اقتصادی سیستم کشاورزی فئودالی در انگلستان قرن شانزدهم به‌طور قابل توجهی شروع به تغییر کرد، زیرا سیستم ارباب نشینی از هم پاشیده شد و زمین در دستان کمتر صاحبخانه با دارایی‌های بزرگ به‌طور فزاینده متمرکز شد. به جای یک سیستم کار مبتنی بر رعیت، کارگران به‌طور فزاینده ای به عنوان بخشی از اقتصاد گسترده‌تر و در حال گسترش مبتنی بر پول به کار گرفته می‌شدند. این سیستم هم بر مالکان و هم بر مستاجران فشار می‌آورد تا بهره‌وری کشاورزی را برای کسب سود افزایش دهند. تضعیف قدرت اجباری اشراف برای استخراج مازاد دهقانان، آنها را تشویق کرد تا روش‌های بهتری را امتحان کنند، و مستاجران نیز انگیزه‌ای برای بهبود روش‌های خود برای شکوفایی در بازار کار رقابتی داشتند. شرایط اجاره زمین به جای سیستم راکد قبلی از تعهدات عرف و فئودالی، تابع نیروهای بازار اقتصادی بود.

### مرکانتیلیسم (سوداگری)
دکترین اقتصادی رایج از قرن ۱۶ تا ۱۸ معمولاً مرکانتیلیسم نامیده می‌شود. این دوره، عصر اکتشاف، با اکتشاف جغرافیایی سرزمین‌های خارجی توسط بازرگانان تاجر، به ویژه از انگلستان و کشورهای پایین همراه بود. مرکانتیلیسم یک سیستم تجارت برای سود بود، اگرچه کالاها هنوز عمدتاً با روش‌های غیر سرمایه‌داری تولید می‌شدند. اکثر محققان عصر سرمایه‌داری تجاری و مرکانتیلیسم را خاستگاه سرمایه‌داری مدرن می‌دانند، اگرچه کارل پولانی استدلال می‌کرد که مشخصه سرمایه‌داری ایجاد بازارهای تعمیم یافته برای آنچه او «کالاهای ساختگی» می‌نامد، یعنی زمین، کار و پول است. بر این اساس، او استدلال کرد که «تا سال ۱۸۳۴ یک بازار کار رقابتی در انگلستان ایجاد نشد، بنابراین نمی‌توان گفت که سرمایه داری صنعتی به عنوان یک سیستم اجتماعی قبل از آن تاریخ وجود داشته‌است».
رابرت کلایو با نواب‌های بنگال پس از نبرد Plassey که حکومت بریتانیا را در هند آغاز کرد انگلستان یک رویکرد گسترده و یکپارچه به مرکانتیلیسم را در دوران الیزابت (۱۵۵۸–۱۶۰۳) شروع کرد. یک توضیح سیستماتیک و منسجم از تراز تجاری از طریق استدلال توماس مون منتشر شد. در دهه ۱۶۲۰ نوشته شد و در سال ۱۶۶۴ منتشر شد.
بازرگانان اروپایی با حمایت کنترل‌های دولتی، یارانه‌ها و انحصارها، بیشترین سود خود را از طریق خرید و فروش کالا به دست می‌آوردند. به قول فرانسیس بیکن، هدف مرکانتیلیسم «گشایش و متعادل کردن تجارت، گرامی داشتن تولیدکنندگان، بیرون راندن بیکاری، سرکوب ضایعات و افراط به وسیله قوانین انباشته، بهسازی و پرورش خاک بود. تنظیم قیمت‌ها…».
پس از دوره صنعتی شدن اولیه، شرکت هند شرقی بریتانیا و شرکت هند شرقی هلند، پس از کمک‌های عظیم بنگال مغول، عصر گسترده‌ای از بازرگانی و تجارت را آغاز کردند. مشخصه این شرکت‌ها قدرت‌های استعماری و توسعه طلبی بودند که دولت‌های ملی به آنها داده بودند. در این دوران، بازرگانانی که تحت مرحله قبلی مرکانتیلیسم تجارت می‌کردند، سرمایه خود را در شرکت‌های هند شرقی و مستعمرات دیگر سرمایه‌گذاری کردند و به دنبال بازگشت سرمایه بودند.

## حامیان و منتقدان

### حامیان
بسیاری از نظریه پردازان و سیاست‌مداران که غالباً در کشورهای دارای قانون سرمایه‌داری زندگی می‌کنند، بر این باورند که قوانین سرمایه‌داری از طریق شاخص‌هایی مانند تولید ناخالص داخلی، سطح رفاه زندگی و درجهٔ به‌کارگیری ظرفیت‌ها، تأثیر بسزایی در رشد اقتصادی دارد. برای نمونه سطح زندگی در اروپا در طی سه قرن گذشته بسیار بهبود یافته‌است.
برای نمونه آدام اسمیت برای دفاع از اینکه باید اجازه داد بازار آزاد تولید، قیمت‌گذاری و تخصیص منابع را کنترل کند، از این برهان استفاده کرد. آمار نشان می‌دهد از آغاز سرمایه‌داری، سرانهٔ تولید ناخالص داخلی آن کشور، شتاب بالایی را تجربه می‌کند.

### منتقدان

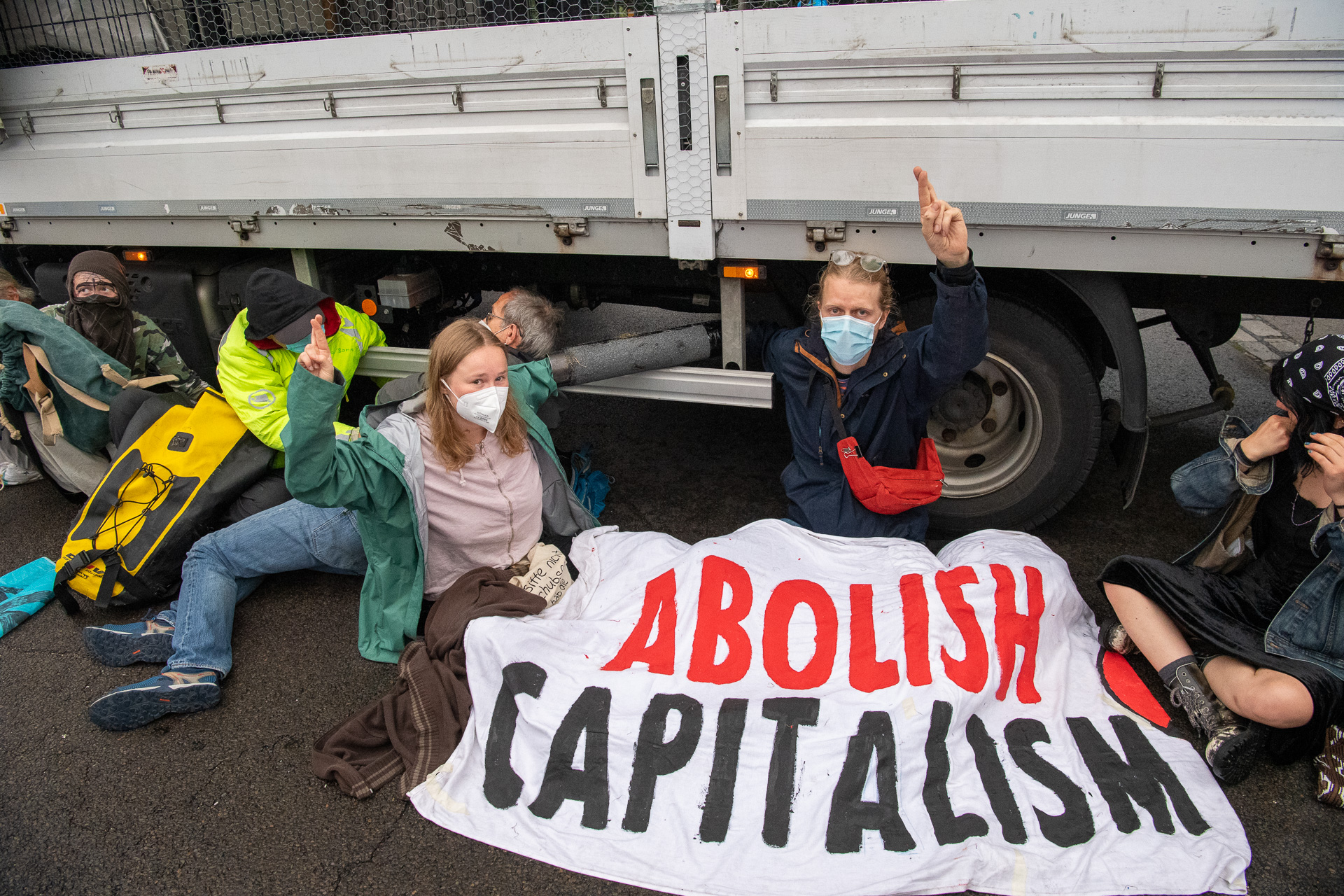
منتقدان کاپیتالیسم در برلین

منتقدان قانون سرمایه‌داری بر این باورند که در قرن بیستم قانون سرمایه‌داری پا به مرحله‌ای جدید گذاشته‌است و به قانون سرمایه‌داری انحصاری بدل گردیده‌است.
در قانون سرمایه‌داری انحصاری، عملاً مفهوم بازار آزاد که توسط نظریه پردازان اولیه‌ای قانون سرمایه‌داری همچون آدام اسمیت مورد حمایت واقع می‌شد، مفهوم ابتدایی خود را از دست داد و رقابت که مفهوم کلیدی اقتصاد بازار و قانون عرضه و تقاضا بود به رقابت بین شرکت‌های انحصاری و کارتلها تنزل یافت.
منتقدان اصلی قانون سرمایه‌داری شامل سوسیالیست‌ها (از جمله کارل مارکس، فردریک انگلس، ولادیمیر لنین، مائو تسه‌تونگ، فیدل کاسترو) و آنارشیست‌ها (مانند بنجامین تاکر، نوام چامسکی) می‌شود.
برخی ادیان نیز با قسمت‌هایی از این قانون مخالفند؛ مثلاً ادیان یهودی، مسیحی و اسلام، نرخ بهره را حرام می‌دانند.
برخی از انتقاداتی که به این قانون می‌شود عبارتند از:
- توزیع ناکارآمد و ناعادلانه پول و قدرت
- گرایش به انحصارطلبی بازار
- نبود بازار رقابتی و آزادی بازار
- امپریالیسم و شکل‌های مختلف استثمار فرهنگی و اقتصادی
- پدیده‌هایی مانند از خود بیگانگی فرهنگی، نابرابری، بیکاری و بی‌ثباتی اقتصادی

منتقدان بر این باورند که ترکیب تجارت آزاد و دارایی‌های خصوصی سرمایه داران ذاتاً منجر به ساختارهای انحصارطلب می‌شود. مباحث اقتصاد سیاسی به مطالعهٔ این موضوع می‌پردازد که قانون سرمایه‌داری تا چه اندازه مسئول استثمار اقتصادی، جنگ‌های امپریالیستی، استعمارگرایانه و ضدانقلابی، همچنین سرکوب کارگران، اتحادیه‌های صنفی و نسل‌کشی است.
از جمله نقاط ضعف یا قدرت قانون سرمایه‌داری دوره‌های بحران در این قانون است که به نظر برخی همچون مارکس نقطه ضعف آن می‌باشد که بر این پایه او تئوری بحران را مطرح کرد که سبب فروپاشی قانون سرمایه‌داری می‌گردد، از نظر مارکس آزادی جمعی وجود ندارد و قشر کارگر در قسمتی محدود قرار دارند و این سازمان دهی ثروتمندان را همیشه ثروتمندتر از قبل می‌کند. از دید برخی دیگر دوره‌های بحران سبب تقویت ارکان قانون سرمایه‌داری می‌شود.
به عقیده مارکس با هر بحران پایه‌های سرمایه‌داری متزلزل می‌شود و در خلال یکی از این بحران‌های وخیم اقتصادی با اقدام به اعتصاب و شدت عمل کارگری، مالکیت ابزار تولید از آن معدود مالکانی که بر اثر قانون تمرکز سرمایه باقی‌مانده‌اند به هیئت اجتماعیه انتقال داده می‌شود.
ماکس وبر در مطالعه تاریخی خود که در مورد پیوند پروتستانیسم و توسعه و تکامل نظام سرمایه‌داری انجام داد، ضمن تأکید بر تأثیرات «رفورماسیون پروتستانی» که از سال ۱۵۱۷ تا سال ۱۵۶۵ میلادی به طول انجامید و همچنین تأثیر کتاب «اخلاق پروتستانی» بر فرایند صنعتی شدن در کشورهای سرمایه‌داری که متکی بر اصول فکری مسیحیت پروتستانی بوده‌اند، معتقد بود که در جامعه نوین غربی رفتار افراد تحت کنترل «عقلانیت هدفمند» قرار دارد. از این رو، وبر پیش‌بینی می‌کرد که نظام سرمایه‌داری صنعتی در غرب پایدار و پابرجا باقی خواهد ماند.